# Пстроконські
Пстроко́нські (пол. Pstrokoński, Pstrokońscy) — польські шляхетські роди.
- В 1578 році дідичем Хотимира був, зокрема, один представник Пстроконських[1]

## Гербу Папарона

Герб Папарона (Гуска).

Шляхетський рід гербу Папарона. Походить із Серадзького воєводства. Станіслав Пстроконський — львівський підстароста (1593) — першим осів в Руському воєводстві, де отримав маєтки. Анна Пстроконська була меценаткою, жертвувала, зокрема, на костел святої Марії Магдалини отців-домініканців у Львові.

### Представники
- Станіслав — виборець (електор) короля Стефана Баторія (1576), підстароста львівський (1593).
- Войцех — у Закрочимській землі.
- Кшиштоф — ловчий Сохачевський.
- NN — писар Ленчицької землі, військовий комісар (1613).
- Ян — мечник Ленчицький (1661).
- Станіслав — скарбник Добжинський (1648).
- Анджей — підстолій Каліський.
- Юрій (1632)
- Якуб — скарбник Бжесць-Куявський (1648)
- Самуель — у Серадзькому воєводстві (1670).
- Анна Пстроконська — дідичка, фундаторка дерев'яного костелу святої Марії Магдалини (Львів).

## Гербу Порай

Герб Порай.

Шляхетський рід гербу Порай. Представлений у Серадзькому воєводстві.
- Мацей Пстроконський (1553–1609) — великий канцлер коронний (1606–1609), перемишльський єпископ РКЦ (1601–1605)
- Ян (†1616) — каштелян велюньський, дружина — Катажина з Тарновських
- Станіслав (†1657) — холмський єпископ
- Якуб — слоньський каштелян
  - Спитек Рогац'ян (іноді Ян, †1687) — реґент великої коронної канцелярії, каштелян бжесць-куявський; дружина — Катажина Олеська, донька Зиґмунта
    - Мацей (†1707) — спицімерький каштелян, брест-куявський воєвода
    - Войцех з Буженіна (1673–1716) — сєрадзький стольник
- Бальцер з Буженіна (†1796) — канонік ґнєзненський, каліський

## Невідомого гербу
- Северин — одружився в Барі[4]